# Platycheirus huttoni
Platycheirus huttoni är en tvåvingeart som beskrevs av Thompson 1989. Platycheirus huttoni ingår i släktet fotblomflugor, och familjen blomflugor. Inga underarter finns listade i Catalogue of Life.